# Савичев, Николай Николаевич
Никола́й Никола́евич Са́вичев (13 февраля 1965, Москва, СССР) — советский и российский футболист, нападающий, полузащитник, тренер. Воспитанник московского клуба «Союз» и московской ФШМ. Брат-близнец Юрий — также футболист. Мастер спорта СССР.

## Клубная карьера

### Карьера игрока
Из дворового футбола Николай вместе с братом был приглашён детским тренером Анатолием Фёдоровичем Брагиным.
Всю свою футбольную карьеру (1984—1993) провёл в московском «Торпедо». В чемпионате СССР дебютировал 1 ноября 1984 в предпоследнем туре в гостевом матче против одесского «Черноморца»: Савичев вышел на замену на 72 минуте, а через 10 минут в результате его ошибки в центре поля хозяева забили победный мяч.
Осенью 1986 года в 1/8 финала Кубка кубков со «Штутгартом» с братом Юрием забил шесть из семи голов.
По собственному признанию, однажды в ворота соперников «Торпедо» был назначен пенальти за снос Юрия Савичева, хотя на самом деле его уронил сам Николай.
В 1988 году в последний момент не попал в состав олимпийской сборной СССР, выигравшей впоследствии золотые медали на Олимпиаде в Сеуле, что стало для Савичева сильным потрясением. Недоброжелатели утверждали, что Николай якобы не собрал 40 тысяч долларов США, в то время как его брат Юрий отыскал подобную сумму: Анатолий Бышовец называл эти слухи бредовыми, сказав, что никогда бы не стал требовать ни с одного из игроков такую сумму.
Закончил выступления после сезона 1993 года в возрасте 28 лет. Савичев в конце года был на просмотре в Швеции, и врачи предупредили его, что ещё одно повреждение может привести к ампутации ноги.

### Тренерская карьера
Работал тренером дубля «Торпедо-ЗиЛ» в 2001—2002 годах. В 2003—2005 — тренер, в 2006—2010 — главный тренер сборной России (до 19 лет). В 2011 году пришёл в тренерский штаб московского «Торпедо». Исполнял обязанности главного тренера московского «Торпедо» в 2012 и со 2 августа по 5 сентября 2013 г. 30 июля 2014 года назначен главным тренером «Торпедо» с контрактом до 31 мая 2015 года. 3 ноября 2014 подал в отставку. С 2018 года — главный тренер «Химки-М». В 2019 вернулся в «Торпедо», где стал отвечать за развитие молодежного футбола и курировать работу юношеских команд клуба. Из-за отсутствия лицензии у Сергея Игнашевича был назначен на должность главного тренера.
После официального назначения Сергея Игнашевича на должность главного тренера остался в структуре клуба, получив должность руководителя программы развития молодежного футбола.
19 августа 2022 года был де-юре был назначен на должность главного тренера московского «Торпедо», за неимением лицензии UEFA Pro у фактического тренера Николая Ковардаева.

## Карьера в сборной
- Провёл 3 матча в составе сборной СССР.
- За олимпийскую сборную СССР сыграл 1 матч 15 апреля 1987 года против Турции, в котором сборная СССР победила 2:0.
- Первый матч за сборную СССР провёл 21 ноября 1988 года против Сирии, в котором сборная СССР победила 2:0.
- Последний матч за сборную СССР провёл 27 ноября 1988 года против Кувейта, в котором сборная СССР победила 2:0.

## Статистика в качестве главного тренера
| Команда                    | Начало работы   | Окончание работы | Результаты | Результаты | Результаты | Результаты | Результаты | Результаты | Результаты | Результаты |
| Команда                    | Начало работы   | Окончание работы | И          | В          | Н          | П          | ГЗ         | ГП         | РМ         | В %        |
| -------------------------- | --------------- | ---------------- | ---------- | ---------- | ---------- | ---------- | ---------- | ---------- | ---------- | ---------- |
| «Торпедо» (Москва) (и. о.) | 15 ноября 2012  | 21 ноября 2012   | 1          | 0          | 0          | 1          | 2          | 3          | −1         | 000,00     |
| «Торпедо» (Москва) (и. о.) | 3 августа 2013  | 5 сентября 2013  | 5          | 2          | 1          | 2          | 7          | 5          | +2         | 040,00     |
| «Торпедо» (Москва)         | 30 июля 2014    | 4 ноября 2014    | 14         | 2          | 3          | 9          | 11         | 30         | −19        | 014,29     |
| «Химки-М»                  | 25 июля 2018    | 3 июля 2019      | 26         | 1          | 11         | 14         | 22         | 55         | −33        | 003,85     |
| «Торпедо» (Москва)         | 4 июля 2019     | 18 июня 2020     | 31         | 19         | 5          | 7          | 52         | 38         | +14        | 061,29     |
| «Торпедо» (Москва)         | 19 августа 2022 | 13 октября 2022  | 10         | 2          | 2          | 6          | 7          | 15         | −8         | 020,00     |
| Всего                      | Всего           | Всего            | 87         | 26         | 22         | 39         | 101        | 146        | −45        | 029,89     |

## Достижения

### Командные
- Обладатель Кубка СССР 1986 года.
- Обладатель Кубка России 1993 года.
- Бронзовый призёр чемпионата СССР 1988 и 1991 годов.

### Личные
- В список 33 лучших футболистов сезона входил 2 раза: № 3 — 1988, 1990